# Paullinia fuscescens
Paullinia fuscescens är en kinesträdsväxtart som beskrevs av Carl Sigismund Kunth. Paullinia fuscescens ingår i släktet Paullinia och familjen kinesträdsväxter. Utöver nominatformen finns också underarten P. f. glabrata.